# New York Rangers
New York Rangers je hokejaški klub iz New Yorka u američkoj iz savezne državi New York. 
Članovi su atlantičke divizije istočne konferencije nacionalne hokejaške lige (NHL).
Domaće utakmice igraju u Madison Square Gardenu . Rangersi su jedna od najstarijih momčadi u NHL-u, u koji su se priključili 1926. godine.
Stanleyjev kup su osvojili 4 puta, zadnji puta 1994. godine.
Klupske boje: plava, crvena i bijela

## Uspjesi
- Stanleyev kup 1928., 1933., 1940., 1994.
- President's Trophy 1991/92., 1993/94.

## Poznati igrači i treneri
- Tomas Sandström
- Jaromir Jagr
- Wayne Gretzky

## Postava u sezoni 2010./2011.
Stanje 27. rujna 2010.g.
| Vratari | Vratari | Vratari          | Vratari     | Vratari   | Vratari                             |
| Broj    | Drž.    | Igrač            | Hvata rukom | Nabavljen | Mjesto rođenja                      |
| ------- | ------- | ---------------- | ----------- | --------- | ----------------------------------- |
| 30      |         | Henrik Lundqvist | L           | 2000.     | Åre, Švedska                        |
| 80      |         | Martin Biron     | L           | 2011.     | Lac-Saint-Charles, , Quebec, Kanada |

| Obrambeni igrači | Obrambeni igrači | Obrambeni igrači   | Obrambeni igrači | Obrambeni igrači | Obrambeni igrači              | Obrambeni igrači |
| Broj             | Drž.             | Igrač              | Puca rukom       | Nabavljen        | Mjesto rođenja                |                  |
| ---------------- | ---------------- | ------------------ | ---------------- | ---------------- | ----------------------------- | ---------------- |
| 3                |                  | Michael Del Zotto  | L                | 2008.            | Stouffville, Ontario          |                  |
| 5                |                  | Matt Gilroy        | R                | 2009.            | North Bellmore, New York -->  |                  |
| 6                |                  | Daniel Girardi - A | R                | 2006.            | Elektrenai, tada SSSR         |                  |
| 8                |                  | Marek Malik        | L                | 2005.            | Ostrava, Čehoslovačka         |                  |
| 16               |                  | Tom Poti           | L                | 2002.            | Worcester, Massachusetts, SAD |                  |
| 22               |                  | Thomas Pock        | L                | 2004.            | Celovec, Austrija             |                  |
| 34               |                  | Jason Strudwick    | L                | 2004.            | Edmonton, Alberta, Kanada     |                  |
| 51               |                  | Fjodor Tjutin      | L                | 2001.            | Iževsk, Rusija, tada SSSR     |                  |

| Napadači | Napadači | Napadači                         | Napadači | Napadači | Napadači  | Napadači                        |
| Broj     |          | Igrač                            | Puca     | Položaj  | Nabavljen | Mjesto rođenja                  |
| -------- | -------- | -------------------------------- | -------- | -------- | --------- | ------------------------------- |
| 10       |          | Ville Nieminen                   | L        | DK/LK    | 2004.     | Tampere, Finska                 |
| 14       |          | Jason Ward                       | D        | LK/RK    | 2005.     | Chapleau, Ontario, Kanada       |
| 17       |          | Petr Sykora                      | L        | DK       | 2006.     | Plzeň, Češka, tada Čehoslovačka |
| 18       |          | Dominic Moore                    | L        | S        | 2000.     | Thornhill, Ontario, Kanada      |
| 19       |          | Blair Betts (ozlijeđena pričuva) | L        | S        | 2004.     | Edmonton, Alberta, Kanada       |
| 20       |          | Steve Rucchin - A                | L        | S        | 2005.     | Thunder Bay, Ontario, Kanada    |
| 25       |          | Petr Prucha                      | D        | S/D      | 2005.     | Chrudim, tada Čehoslovačka      |
| 26       |          | Martin Rucinsky                  | L        | LK       | 2003.     | Most, tada Čehoslovačka         |
| 28       |          | Colton Orr                       | D        | DK       | 2005.     | Winnipeg, Manitoba, Kanada      |
| 41       |          | Jed Ortmeyer                     | D        | DK/LK    | 2003.     | Omaha, Nebraska, SAD            |
| 44       |          | Ryan Hollweg                     | L        | S        | 2005.     | Downey, Kalifornija, SAD        |
| 68       |          | Jaromir Jagr - A                 | L        | DK       | 2004.     | Kladno, tada Čehoslovačka       |
| 81       |          | Marcel Hossa                     | L        | LK/RK    | 2005.     | Ilava, tada Čehoslovačka        |
| 82       |          | Martin Straka                    | L        | LK/RK    | 2005.     | Plzeň, Češka, tada Čehoslovačka |
| 92       |          | Michael Nylander                 | L        | S        | 2004.     | Stockholm, Švedska              |

## Vanjske poveznice
New York Rangers